# Công tố viên đặc biệt
Tại Hoa Kỳ, một công tố viên đặc biệt (hoặc luật sư đặc biệt, luật sư độc lập và công tố viên độc lập) là một luật sư được chỉ định để điều tra, và có khả năng truy tố, một trường hợp nghi ngờ có hành vi sai trái mà cơ quan công tố thông thường tồn tại. Các khu vực pháp lý khác có hệ thống tương tự. Ví dụ, việc điều tra một cáo buộc chống lại một tổng thống đang ngồi hoặc tổng chưởng lý có thể được xử lý bởi một công tố viên đặc biệt chứ không phải bởi một công tố viên bình thường, người sẽ ở vị trí điều tra cấp trên của chính họ. Các cuộc điều tra vào những người khác kết nối với chính phủ nhưng không ở vị trí có thẩm quyền trực tiếp đối với công tố viên, như thư ký nội các hoặc các chiến dịch bầu cử, cũng đã được xử lý bởi các công tố viên đặc biệt.
Trong khi các công tố viên đặc biệt nổi bật nhất là những người được chỉ định từ những năm 1870 để điều tra các tổng thống và những người có liên quan đến họ, thuật ngữ này cũng có thể được sử dụng để chỉ bất kỳ công tố viên nào được chỉ định để tránh xung đột lợi ích hoặc sự xuất hiện của họ. Khái niệm này bắt nguồn từ luật tiểu bang: "theo truyền thống, các tòa án tiểu bang đã bổ nhiệm các công tố viên đặc biệt khi luật sư chính phủ thường xuyên bị loại khỏi một vụ án, cho dù là bất tài hay quan tâm."  Bởi vì các văn phòng luật sư quận làm việc chặt chẽ với cảnh sát, một số nhà hoạt động cho rằng các trường hợp hành vi sai trái của cảnh sát ở cấp tiểu bang và địa phương nên được xử lý bởi các công tố viên đặc biệt.